# منتخب كازاخستان لكرة الصالات
منتخب كازاخستان الوطني لكرة قدم الصالات (بالروسية: Сборная Казахстана по мини-футболу)‏ هو ممثل كازاخستان الرسمي في المنافسات الدولية في كرة الصالات .